# Guildford West
Guildford West är en del av en befolkad plats i Australien. Den ligger i kommunen Holroyd och delstaten New South Wales, i den sydöstra delen av landet, omkring 22 kilometer väster om delstatshuvudstaden Sydney. Antalet invånare är 4 420.
Runt Guildford West är det mycket tätbefolkat, med 3 757 invånare per kvadratkilometer.. Närmaste större samhälle är Granville, nära Guildford West. 
Runt Guildford West är det i huvudsak tätbebyggt. Genomsnittlig årsnederbörd är 1 380 millimeter. Den regnigaste månaden är februari, med i genomsnitt 200 mm nederbörd, och den torraste är juli, med 36 mm nederbörd.